# Kriegsgefangener

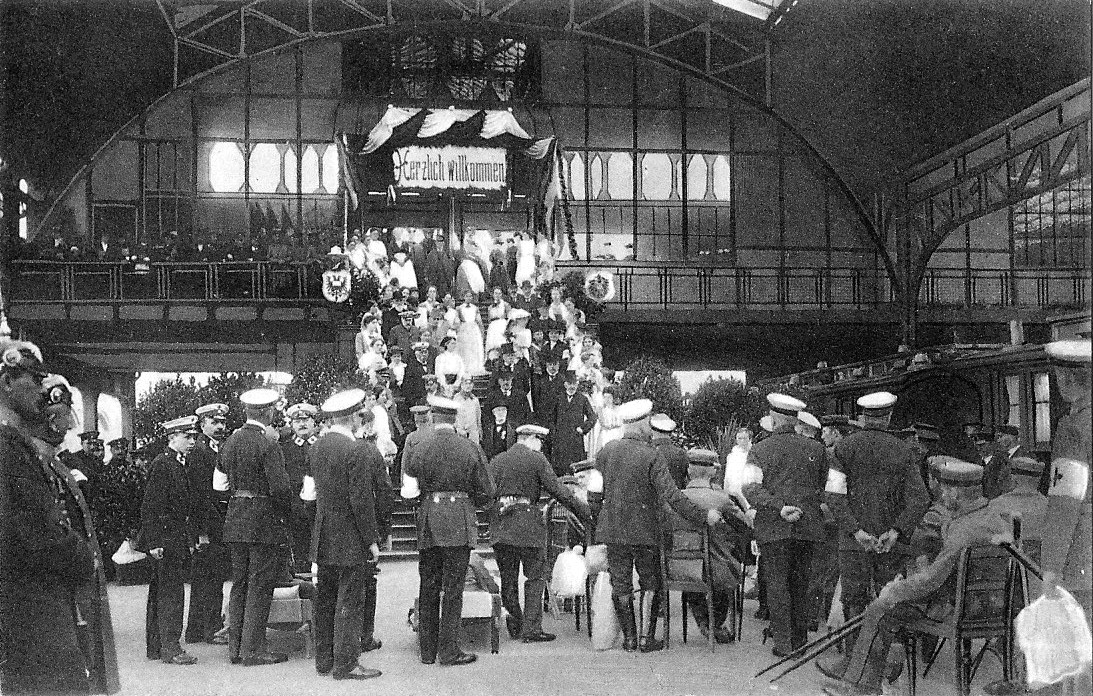
Heimkehr von verwundeten Kriegsgefangenen aus dem Russischen Kaiserreich am Sedantag 1915 (Lübeck Hauptbahnhof)

Kriegsgefangener ist ein Begriff aus dem Kriegsvölkerrecht. Das Genfer Abkommen über die Behandlung der Kriegsgefangenen vom 12. August 1949 definiert ihre Rechte und legt Regeln für ihre Behandlung und Freilassung fest. Vorläufer waren das Abkommen über die Behandlung der Kriegsgefangenen vom 27. Juli 1929 und die Haager Landkriegsordnung von 1907.

## Geschichte

### Antike
Der Sieger in einer Schlacht verfügte im Altertum nach Gutdünken über das Leben und den Besitz derer, die ihm ausgeliefert waren. Es gab keine Trennung zwischen Kombattanten und Zivilbevölkerung. Das Schicksal der Besiegten reichte von der Niedermachung auf dem Schlachtfeld über Verstümmelung bis zur Verschleppung oder dem Zwang zur Heeresfolge. Aber auch die einfache Freilassung blieb möglich. Ein weitverbreitetes Schicksal war die Versklavung. Bereits zu Beginn der schriftlichen Überlieferung wird von Kriegen berichtet, die eben zum Zweck der Sklavenbeschaffung geführt wurden. Assyrische Quellen aus der Zeit Hammurabis berichten vom Freikaufen versklavter Kriegsgefangener.
Auch im antiken Griechenland hatten Kriegsgefangene keinen besonderen Rechtsstatus. Die allgemeine Rechtsauffassung war, dass der Stärkere über den Schwächeren herrschen dürfe und solle. Das übliche Verfahren war der Verkauf oder die Auslösung der gefangenen gegnerischen Krieger. Thukydides berichtet an mehreren Stellen über Kriegsgefangene im Peloponnesischen Krieg. 421 v. Chr. bot Sparta den Frieden auf Vorkriegsbasis an, um die 120 Spartiaten (Vollbürger) zurückzuerhalten, welche sich in der Schlacht von Sphakteria ergeben hatten. Die Überlebenden der Sizilischen Expedition wurden 413 v. Chr. in die Steinbrüche von Syrakus gesperrt, wo sie elend zugrunde gingen. Nach der Schlacht bei Aigospotamoi wurden etwa 3000 Gefangene gemacht. Lysandros ließ nach einem Strafgericht alle athenischen Vollbürger hinrichten, weil sie „den Anfang mit ungesetzlichen Handlungen unter den Hellenen gemacht hatten.“
In der römischen Kultur wurde ähnlich verfahren. Die „menschliche Kriegsbeute“ (lt. captivus) war ein wichtiger Wirtschaftsfaktor. Auf den Triumphzügen der siegreichen Feldherren bildeten die zur Schau gestellten Kriegsgefangenen ein wesentliches Element. In den Bürgerkriegen wurden die Legionäre der unterlegenen Partei oft begnadigt oder in die eigenen Reihen eingegliedert. Im Jahr 71 v. Chr. wurden sämtliche ca. 6000 gefangenen Sklaven des Spartacus-Aufstandes entlang der Via Appia gekreuzigt; die Römer unterschieden hier offenbar zwischen Bürgern und Sklaven.

### Mittelalter
Eine Änderung des Status der Kriegsgefangenen erfolgte, als das Dritte Laterankonzil im Jahre 1179 den Verkauf von Christen in die Versklavung verbot. Dadurch war es nicht mehr rentabel, viele Gefangene zu machen: Gefangenes Fußvolk wurde auf dem Schlachtfeld niedergemacht oder einfach laufengelassen. Um das Lösegeld von höhergestellten Kriegsgefangenen bildete sich ein lukratives Gewerbe. Ein berühmtes Beispiel ist die Gefangennahme von Richard Löwenherz 1192.
Zu Zeiten der großen Söldnerheere im ausgehenden Mittelalter und der frühen Neuzeit wurden oft bereits auf dem Schlachtfeld Gefangene gegenseitig ausgetauscht. Für Offiziere oder Generale gab es dabei bestimmte Quoten im Verhältnis zu Fußsoldaten. Gängige Praxis war es auch, Kriegsgefangene zu entlassen, wenn sie schworen, nicht mehr in den Konflikt einzugreifen.

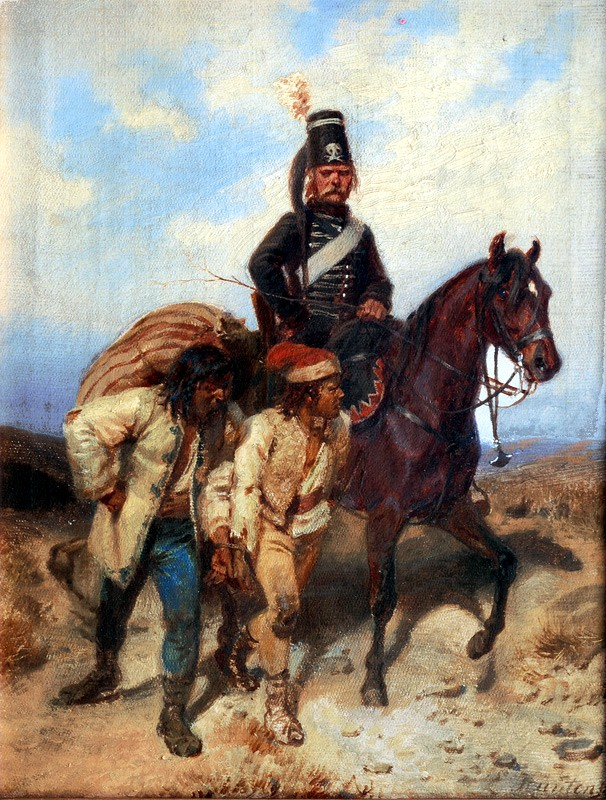
Preussischer Husar mit Gefangenen. Gemälde von Emil Hünten, 1862

### Neuzeit
Die Massenaushebungen zum Kriegsdienst nach der Französischen Revolution führten dazu, dass nunmehr hunderttausende Kriegsgefangene anfielen und versorgt werden mussten. Gleichzeitig setzte sich die Auffassung durch, dass Kriege hauptsächlich Angelegenheiten der Staatswesen seien und den gefangenen Soldaten gewisse Rechte zuständen.
Im Deutsch-Französischen Krieg standen den 8000 deutschen mehr als 400.000 französische Kriegsgefangene gegenüber, sodass ein Austausch nicht in Frage kam. Theodor Fontane schildert seine Erlebnisse als deutscher Kriegsgefangener in Kriegsgefangen. Erlebtes 1870 sowie in seinem Notizbuch. Die Probleme bei der Internierung und Versorgung dieser Massen waren ein wesentlicher Auslöser für die Schaffung der Haager Landkriegsordnung.
Kolonialgewalt durch die Exekution von Kriegsgefangenen und situative Exzesse gab es vor dem Ersten Weltkrieg etwa während des Boxeraufstands oder des Russisch-Japanischen Kriegs.

### Erster Weltkrieg

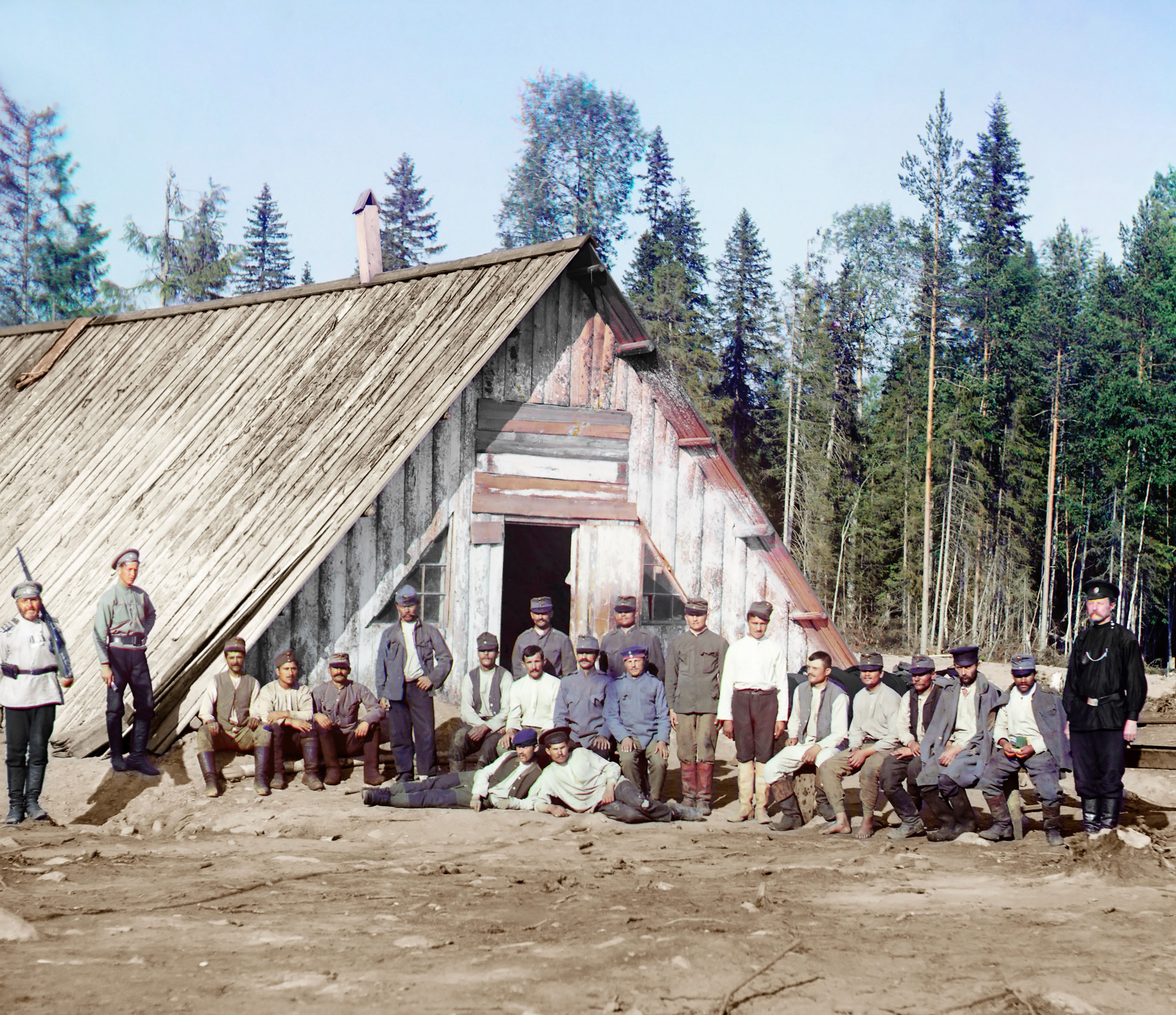
Österreichisch-Ungarische Kriegsgefangene in Russland 1915

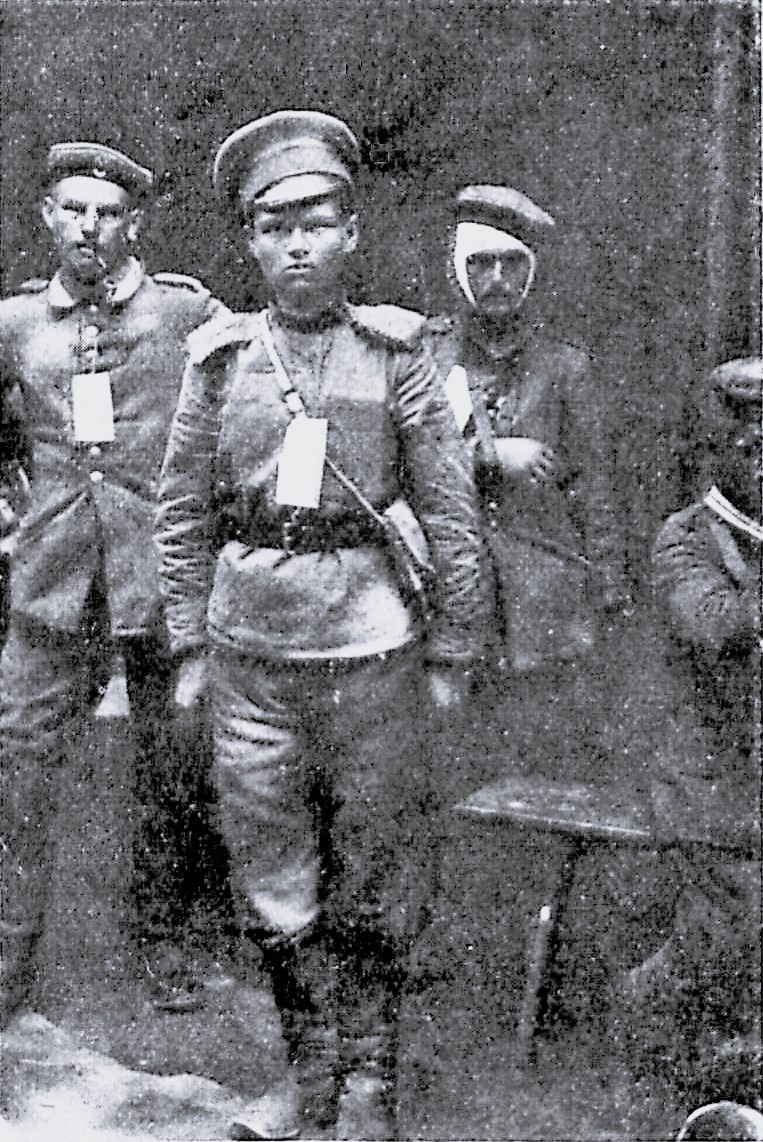
Von deutschen Truppen gefangene verwundete Russin, die an der Front mitgekämpft hatte (1915)

Deutsche Kriegsgefangene in Frankreich 1917

Während des Ersten Weltkrieges gerieten sieben bis neun Millionen Soldaten in Kriegsgefangenschaft, davon 5 Mio. an der Ostfront. Bedingt durch die Stellungskriege an der Westfront war die Anzahl der Kriegsgefangenen dort geringer.
Aus welchem Land ein Soldat stammte, welches Land ihn in Gefangenschaft nahm und in welches Lager er schließlich gelangte, hatte großen Einfluss auf seine Überlebenschancen. Da viele Beteiligte am Ersten Weltkrieg – sowohl die Entente als auch die Mittelmächte – im Sommer 1914 von einer kurzen Kriegsdauer ausgegangen waren, gab es kaum Vorkehrungen für die Unterbringung einer größeren Gefangenenzahl. Dennoch waren die Unterzeichnerstaaten bemüht, die Bestimmungen der Haager Landkriegsordnung einzuhalten und die Gefangenen wie darin vorgesehen „mit Menschlichkeit“ zu behandeln. Gleichwohl wurden in den Leipziger Prozessen auch Straftaten deutscher Offiziere im Zusammenhang mit der Behandlung von Kriegsgefangenen verhandelt.
Die Masse der Kriegsgefangenen fiel an, wenn größere Verbände die Waffen strecken mussten. Beispiele sind die 95.000 gefangenen russischen Soldaten nach der Schlacht bei Tannenberg (1914) oder die 325.000 Angehörigen der k.u.k Armee nach der Brussilow-Offensive 1916.
Deutschland hielt insgesamt 2,5 Millionen Soldaten gefangen, Russland 2,9 Millionen (darunter ca. 160.000 deutsche sowie 2,1 Mio. österreich-ungarische Soldaten), Großbritannien, Frankreich und die USA 768.000. Die Zustände in den Kriegsgefangenenlagern während des Krieges waren teilweise deutlich besser als im Zweiten Weltkrieg. Auf Initiative des Internationalen Komitees vom Roten Kreuz (IKRK) wurden der Gefangenenaustausch und die Internierung Tausender von Gefangenen in neutralen Ländern durchgeführt.
In Russland war die Situation in den Kriegsgefangenenlagern, welche häufig in unwirtlichen Gegenden Sibiriens und Zentralasiens lagen, jedoch besonders schlecht. Von den etwa 2,2 Millionen Soldaten der Mittelmächte in russischer Gefangenschaft starben etwa 25 %. Berüchtigt sind die großen Fleckfieber-Epidemien in den ersten Kriegswintern oder der Bau der Murmanbahn.
In den Lagern Deutschlands war die Versorgungslage schlecht, was mit der allgemeinen Nahrungsmittelknappheit während des Krieges zusammenhing, allerdings betrug die Sterblichkeit nur 5 %.
Das Osmanische Reich behandelte seine Kriegsgefangenen oft schlecht. Im April 1916 ergaben sich beispielsweise 11.800 britische Soldaten, die meisten davon Inder, in der Schlacht um Kut. 4.250 von ihnen verhungerten innerhalb weniger Wochen.
Kriegsgefangene mit Ausnahme der Offiziere durften nach der Haager Landkriegsordnung zur Zwangsarbeit in der Landwirtschaft und Industrie eingesetzt werden. Sie waren ein wichtiger Wirtschaftsfaktor während des Krieges und ersetzten vielfach die zu den Armeen eingezogenen männlichen Arbeitskräfte. Als mustergültig galt das japanische Kriegsgefangenenlager Bandō.
Neben Soldaten wurden während des Ersten Weltkrieges auch in großem Ausmaß Zivilangehörige der Feindstaaten interniert oder in Russland nach Sibirien deportiert.
Der Versailler Vertrag von 1919 sah „die Heimschaffung der Kriegsgefangenen und Zivilinternierten sobald wie möglich und mit der größten Beschleunigung“ vor. Tatsächlich kehrten die letzten Gefangenen erst 1922 in ihre Heimatländer zurück. Frankreich behielt die Deutschen nach Ende der Kampfhandlungen als Teil seiner Reparationsforderungen zurück und setzte sie in großem Umfang zu Aufräumarbeiten im ehemaligen Kampfgebiet ein.
Die Internationale Zentralstelle für Kriegsgefangene des IKRK dokumentierte ab August 1914 das Schicksal von rund 5 Mio. Kriegsgefangenen.

### Zweiter Weltkrieg

#### Europa
Rund 400.000 polnische Soldaten gerieten ab dem Überfall auf Polen am 1. September 1939 in deutsche Kriegsgefangenschaft, denen die deutsche Führung den Schutz des Kriegsvölkerrechts versagte. Nach der sowjetischen Besetzung Ostpolens ab dem 17. September 1939 gerieten 240.000 polnische Soldaten in sowjetische Kriegsgefangenschaft, von denen nur 82.000 den Krieg überlebten, wodurch die Todesrate bei 66 % liegt. 20.000 Kriegsgefangene und Zivilisten wurden beim Massaker von Katyn getötet.

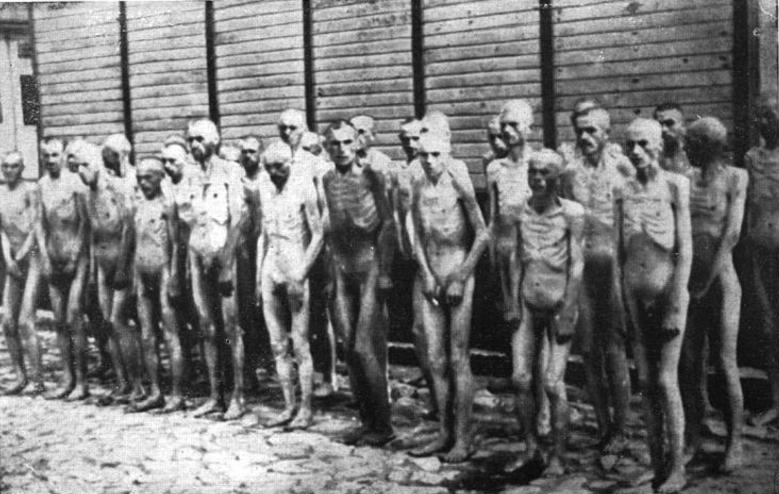
Sowjetische Kriegsgefangene im Konzentrationslager Mauthausen.

Im Zuge des Vernichtungskriegs in Osteuropa waren der Hungertod oder die gezielte Ermordung von Kriegsgefangenen, etwa aufgrund des Kommissarbefehls, erklärte Strategie im Deutsch-Sowjetischen Krieg ab Juni 1941. Sowjetische Kriegsgefangene litten unter Hunger, Kälte, Zwangsarbeit und Misshandlungen. Gestapo-Kommandos durchsuchten die Reihen der Gefangenen nach Juden, staatlichen Offiziellen und anderen „untragbaren“ oder „gefährlichen“ Individuen sowie Sowjetkommissaren, welche den Kommissarbefehl überlebt hatten, und brachten sie in Vernichtungslager, wo sie in der Regel sofort getötet wurden. Insgesamt starben zwischen 140.000 und 500.000 sowjetische Kriegsgefangene in Konzentrationslagern, die meisten davon wurden erschossen oder vergast. Von den 5,7 Millionen sowjetischen Soldaten, welche sich in deutscher Gefangenschaft befanden, überlebten 3,3 Millionen den Krieg nicht, was 57 % entspricht. 500.000 sowjetische Gefangene wurden von der Roten Armee noch während des Krieges befreit. 930.000 wurden nach dem Krieg aus Lagern befreit. Zahlreiche sowjetische Friedhöfe (Kriegsgräber) in Deutschland dokumentieren die hohe Zahl der in Deutschland umgekommenen sowjetischen Kriegsgefangenen und Zwangsarbeiter.
Für die Behandlung west-alliierter Kriegsgefangener erließ das Oberkommando der Wehrmacht (OKW) eine Dienstvorschrift, die auf den Bestimmungen des Genfer Abkommens beruhte. Innerhalb des OKW war die Dienststelle „Chef des Kriegsgefangenenwesens (Chef Kgf) im Allgemeinen Wehrmachtsamt (AWA)“ für die Durchführung zuständig. Sämtliche Kriegsgefangenenlager im Gebiet des Deutschen Reiches und der Wehrmachtsbefehlshaber unterstanden dem OKW (sogenannter OKW-Bereich), während für die Lager im Operationsgebiet der Generalquartiermeister verantwortlich war. Von den 232.000 US-amerikanischen, britischen, kanadischen und weiteren Soldaten überlebten 8.348 den Krieg nicht, was 3,5 % entspricht. Das OKW legte jedoch eine „rassische Trennung“ fest. Farbige Soldaten der Kolonialtruppen Großbritanniens, Frankreichs und Belgiens hatten oft unter Misshandlungen und unzureichender Versorgung zu leiden und willkürliche Tötungen zu befürchten. Während 1940 der Großteil der französischen Kolonialsoldaten entlassen oder nach Frankreich verbracht wurde, wurden im Stammlager III A in Luckenwalde rund 500 Mann für „tropenmedizinische Studienzwecke“ zurückbehalten, die teilweise auch als Statisten in Propagandafilmen der UFA wie Germanin – Die Geschichte einer kolonialen Tat verwendet wurden. Ihr weiteres Schicksal ist ungeklärt.

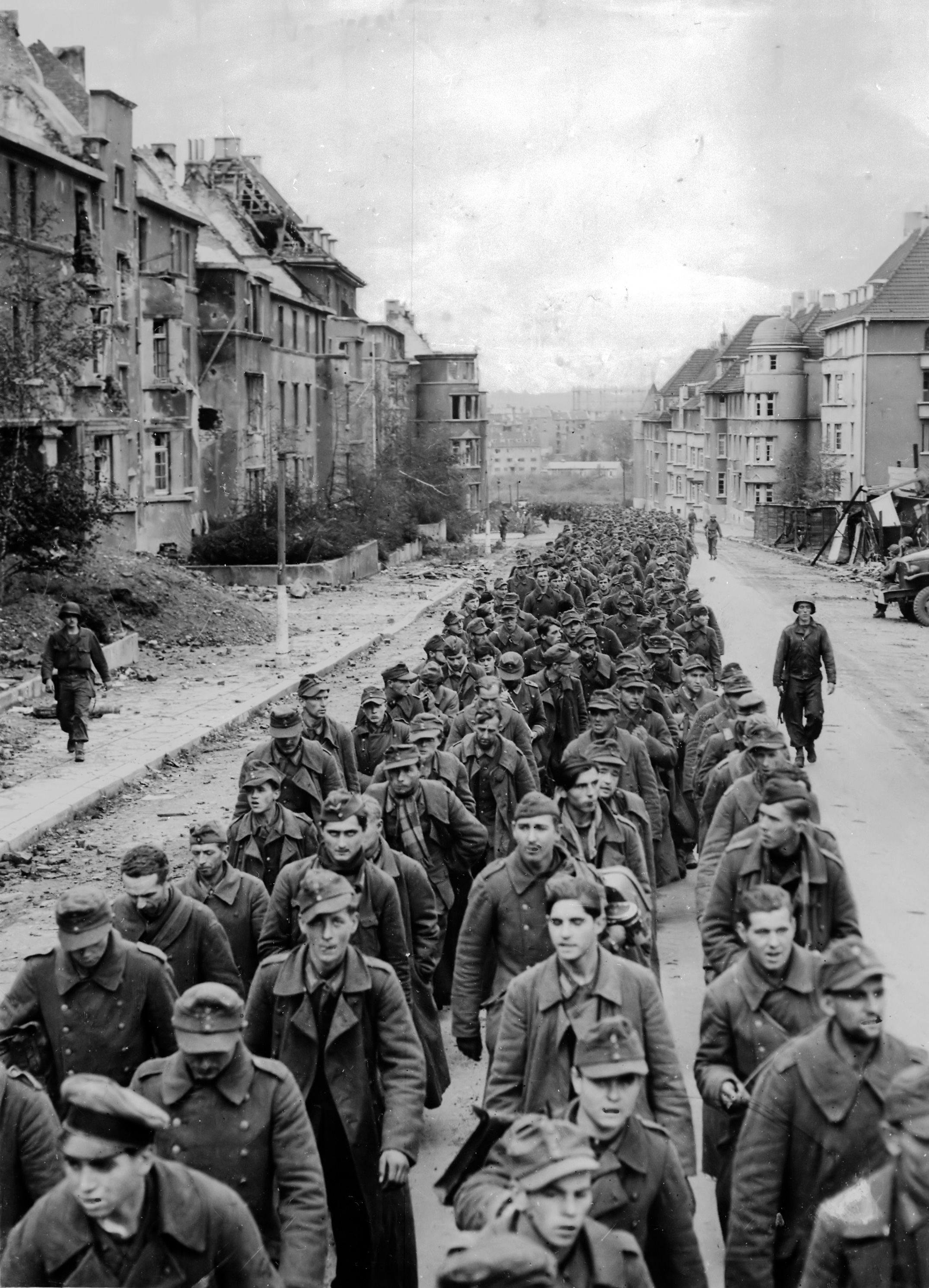
Deutsche Kriegsgefangene nach der Schlacht um Aachen (Oktober 1944)

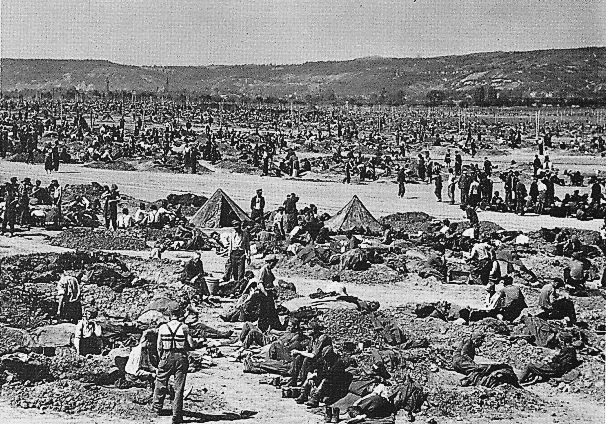
Kriegsgefangenenlager bei Sinzig, ein Rheinwiesenlager, 1945

Mit der Kapitulation der deutschen 6. Armee nach der Schlacht von Stalingrad im Februar 1943 sowie von rund 130.000 Angehörigen des Deutschen Afrikakorps im Tunesienfeldzug drei Monate später gerieten zum ersten Mal im Zweiten Weltkrieg große Wehrmachtsverbände in alliierte Kriegsgefangenschaft. Mit der Befreiung Frankreichs durch die Westmächte nach der Invasion in der Normandie stieg die Zahl der in anglo-amerikanische Kriegsgefangenschaft geratenen Deutschen von Sommer 1944 bis Frühjahr 1945 von 200.000 auf über eine Million Mann an. Mit der bedingungslosen Kapitulation der Wehrmacht gerieten bei Kriegsende rund 7,5 Millionen deutsche Kapitulationsgefangene in alliierte Gefangenschaft. Vor allem in den „Rheinwiesenlagern“ wie Remagen starben tausende deutsche Kriegsgefangene an Hunger und Erschöpfung in notdürftigen Erdlöchern oder auf freiem Feld.
Manchen Quellen zufolge nahm die Sowjetunion 3,5 Millionen Soldaten der Achsenmächte (inklusive japanischer Soldaten in der Mandschurei) gefangen, von denen etwa eine Million starben. Nur 6000 Soldaten überlebten die Gefangenschaft nach der Schlacht von Stalingrad. Bei den italienischen Soldaten, die sich in Kriegsgefangenschaft befanden, war die Sterblichkeit ebenfalls sehr hoch. Von den 54.000 Gefangenen starben 84,5 %.
Gegenstand der Anklage im Nürnberger Prozess gegen die Hauptkriegsverbrecher waren unter anderem Kriegsverbrechen nach dem Statut für den Internationalen Militärgerichtshof (Londoner Statut). Darunter fielen nach Art. 6 lit. b auch die Verletzung der Kriegsgesetze oder -gebräuche durch Mord oder Misshandlung von Kriegsgefangenen.
Nach Kriegsende stellten die USA den Franzosen über 700.000 Kriegsgefangene zur Verfügung. Frankreich zwang etwa 50.000 zur hochriskanten Zwangsarbeit als Minenräumer. Im Frühjahr 1946 wurde dem IKRK schließlich erlaubt, Besuche abzuhalten und den Kriegsgefangenen in der amerikanischen Zone begrenzte Mengen an Nahrungsmitteln zukommen zu lassen. Aus westlicher Gefangenschaft kehrten fast alle ehemaligen deutschen Soldaten bis 1948 nach Deutschland zurück. In der Sowjetunion dauerte die Gefangenschaft meist drei Jahre; sie konnte aber auch – zum Beispiel für Stalingradkämpfer – bis zu 10 und mehr Jahre währen.
Im Rahmen der Operation Keelhaul wurden zwischen 1943 und 1947 sowjetische Kriegsgefangene von den Briten und den US-Amerikanern in die Sowjetunion zurückgeschickt, da die stalinistische Führung schon vor der Konferenz von Jalta im Januar 1945 und der Moskauer Außenministerkonferenz im März 1947 darauf bestanden hatte, dass alle ehemaligen Bewohner der Sowjetunion registriert und in ihre Heimat zurückgebracht werden. Im Gegenzug sollten alliierte Soldaten aus dem sowjetischen Machtbereich in ihre Heimatländer zurückkehren. In dem 1992 erschienenen Buch Soldiers of Misfortune behaupten die Autoren, dass die Sowjetunion entgegen der Vereinbarung ca. 20.000 US- und ca. 30.000 Commonwealth-Soldaten als vermisste Personen zurückhielt und dass dies der US-Regierung bewusst gewesen sei.
Das Heimkehrergesetz von 1950 und das Kriegsgefangenenentschädigungsgesetz von 1954 dienten der Wiedereingliederung und finanziellen Entschädigung der aus Kriegsgefangenschaft entlassenen ehemaligen Wehrmachtssoldaten.

Bundeskanzler Konrad Adenauer erzielte 1955 einen großen politischen Erfolg, indem er in Moskau die Entlassung der letzten deutschen Gefangenen erwirkte, die zehn Jahre nach Kriegsende noch in russischen Lagern inhaftiert waren. Es handelte sich um Angehörige von Wehrmacht und SS, die zum Teil aus den unterschiedlichsten Gründen durch sowjetische Gerichte zu Gefängnisstrafen bis zu 25 Jahren verurteilt worden waren und nun die Reststrafe erlassen bekamen.
Seit 2017 können im Rahmen des vom Auswärtigen Amt geförderten Recherche- und Datenbankprojekt „Sowjetische und deutsche Kriegsgefangene und Internierte“ bisher nicht dokumentierte Schicksale deutscher und sowjetischer Kriegsgefangener geklärt werden.

#### Ferner Osten
Am Tag nach dem japanischen Angriff auf Pearl Harbor am 7. Dezember 1941 erklärten die USA dem Kaiserreich Japan den Krieg, das seit dem Dreimächtepakt vom 27. September 1940 mit dem Deutschen Reich verbündet war. Am 11. Dezember 1941 folgte die Kriegserklärung Deutschlands und Italiens an die Vereinigten Staaten und damit der Eintritt der Vereinigten Staaten in den Zweiten Weltkrieg. Seitdem war der Pazifik ein weiterer Kriegsschauplatz des Zweiten Weltkriegs.

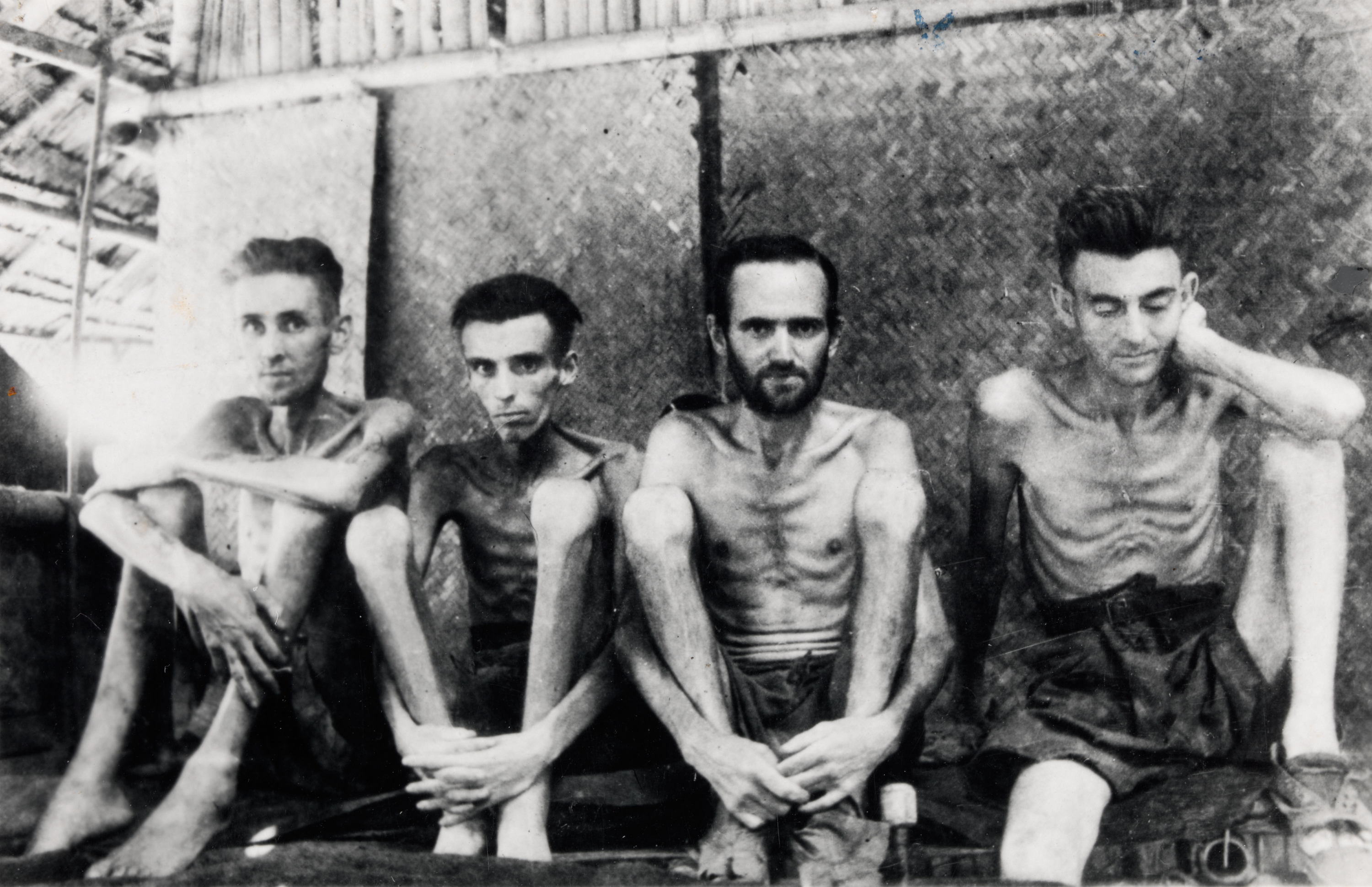
Australische und niederländische Soldaten in japanischer Gefangenschaft (Tarsau, Thailand 1943)

Bereits nach Ausbruch des Zweiten Japanisch-Chinesischen Krieges hatte Kaiser Hirohito in seiner Direktive vom 5. August 1937 befohlen, sich bei der Behandlung chinesischer Kriegsgefangener nicht an das Haager Abkommen zu halten. Das Kaiserreich Japan, welches auch nie das Genfer Abkommen über die Behandlung der Kriegsgefangenen unterzeichnet hatte, machte in China grundsätzlich kaum Gefangene. Chinesische Soldaten, die versuchten, sich zu ergeben, wurden in der Regel erschossen oder nach der Gefangennahme getötet. Von den Millionen chinesischer Soldaten und Partisanen, die sich gegenüber der Kaiserlich Japanischen Armee zu ergeben versuchten, überlebten nur 56 Gefangene den Krieg.
Chinesische, amerikanische, niederländische, britische, australische, indische, neuseeländische und kanadische Kriegsgefangene des Zweiten Weltkriegs wurden häufig Opfer von Folter, tödlicher Zwangsarbeit, Todesmärschen und Menschenversuchen. Viele der Gefangenen verhungerten. Dem Internationalen Roten Kreuz wurde ein Zugang zu den Lagern verweigert. Bekannte Beispiele sind der Bau der Thailand-Burma-Eisenbahn (Death Railway) und der Todesmarsch von Bataan. Die Todesrate bei alliierten Kriegsgefangenen lag bei 27,1 %. Ein weiteres japanisches Lager war das Kriegsgefangenenlager Sandakan in Malaysia.
Das Statut für den Internationalen Militärgerichtshof für den Fernen Osten (IMTFE) enthielt als Grundlage für die Tokioter Prozesse in Art. 5 den Tatbestand des Kriegsverbrechens, der ähnlich Art. 6 des Londoner Statuts insbesondere die Verletzung der Kriegsgesetze oder -gebräuche bestrafte. Die Anklagepunkte 44 bis 52 der Anklageschrift umfassten den Vorwurf des „Mordes an Kriegsgefangenen, Zivilisten und Militärangehörigen.“

### Nach 1945

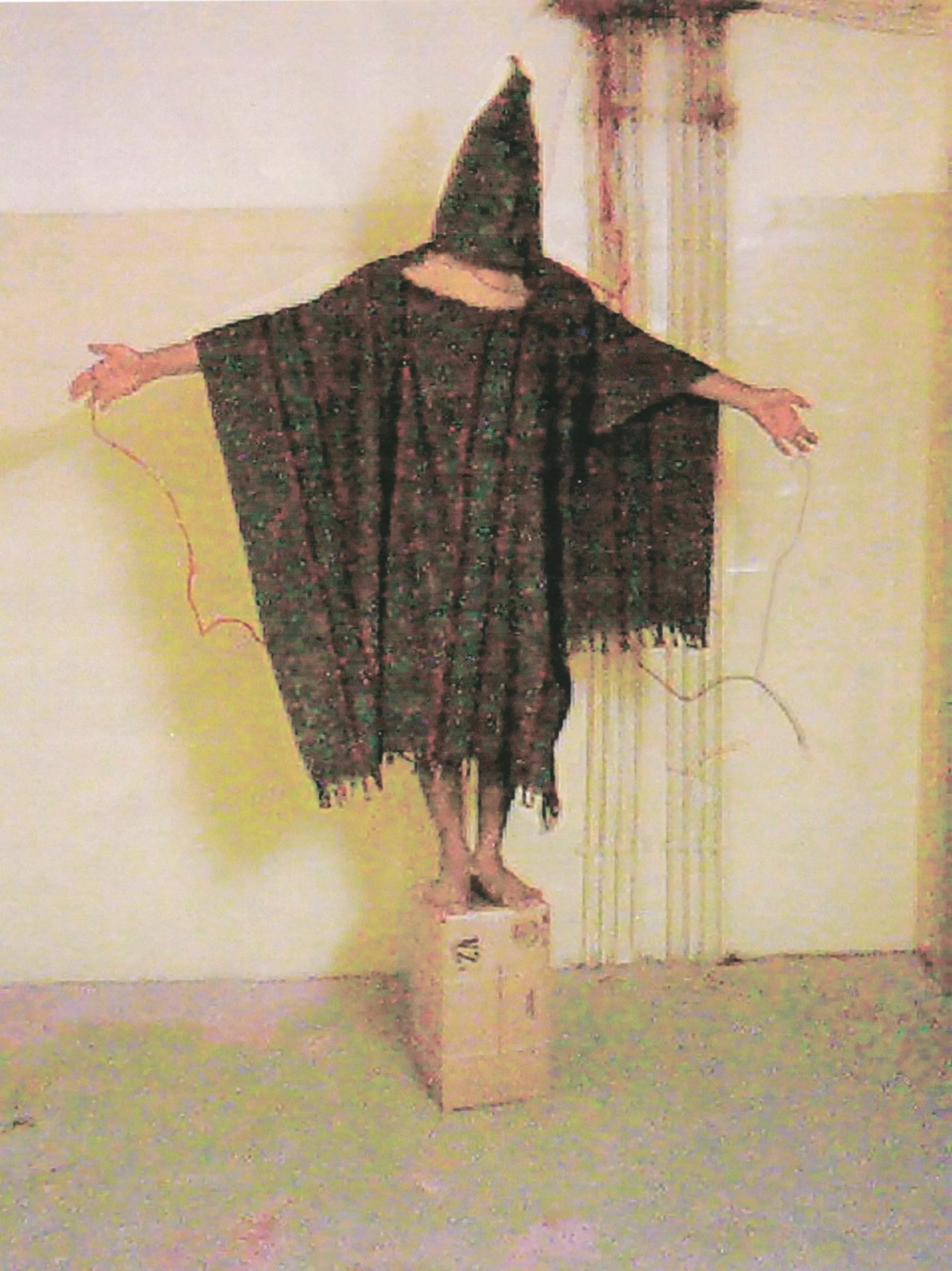
Der irakische Kriegsgefangene Abdou Hussain Saad Faleh im Abu-Ghuraib-Gefängnis 2003.

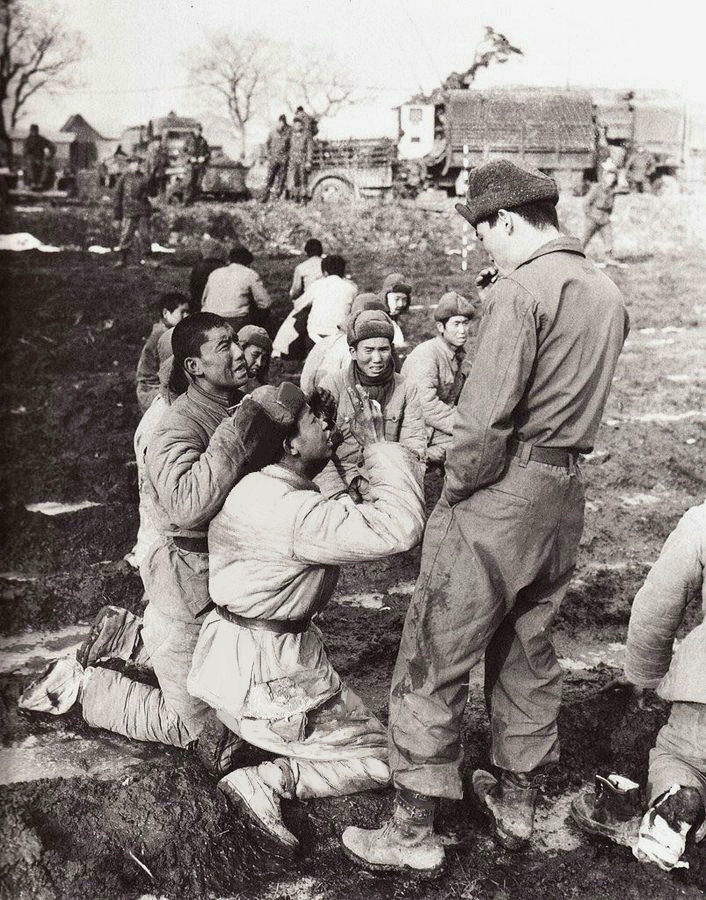
Chinesische Kriegsgefangene, die von den südkoreanischen Streitkräften gefangen genommen wurden. (Koreanischer Krieg, 1951)

Auch nach den Weltkriegen kam es erneut zu Kriegsgefangenen, insbesondere im Zuge des Koreakrieges, des Vietnamkrieges, des Bangladesch-Krieges, in den Golfkriegen von 1980, von 1990 und von 2003 und in den Jugoslawienkriegen. So wurden etwa im Vietnamkrieg tausende US-Soldaten, etwa im Hỏa-Lò-Gefängnis, gefangen genommen, von denen einige erst sukzessive (z. B. im Rahmen der Operation Homecoming) wieder freigelassen wurden. Auch kam es erneut zu Kriegsverbrechen. So wurden z. B. 1950 im Koreakrieg beim Hügel 303 Massaker 41 US-amerikanische Kriegsgefangene ermordet.
Aber auch der USA selbst werden schwere Menschenrechtsverletzungen etwa im Abu-Ghuraib-Gefängnis sowie gegenüber sogenannten „ungesetzlichen Kombattanten“ im Gefangenenlager der Guantanamo Bay Naval Base vorgeworfen.

## Kriegsgefangene im Völkerrecht

### Entwicklung
Der Begründer des Völkerrechts Hugo Grotius unterschied in seiner Schrift De jure belli ac pacis von 1625 zwischen erlaubten und unerlaubten Handlungen im Krieg. Wenn auch der Westfälische Friede von 1648 Kriegsgefangene nicht als Kriminelle ansah, setzte sich erst mit der Aufklärung der Gedanke von einem (völker-)rechtlichen Status der Kriegsgefangenen durch. Jean-Jacques Rousseau erkannte 1762, dass „der Krieg nicht eine Angelegenheit von Mann zu Mann, sondern eine Beziehung zwischen Staat und Staat ist, in der die Einzelnen nur zufälligerweise Feinde sind, nicht als Menschen, sondern als Soldaten.“ Daraus ergab sich dann zum einen, dass die prinzipiell unbeteiligte Zivilbevölkerung zu schonen war, zum anderen wurden erste Ansätze des modernen Verständnisses deutlich, nach dem ein Kriegsgefangener als Individuum mit bestimmten Rechten zu betrachten war.
Der erste zwischenstaatliche Vertrag, der die Behandlung der Kriegsgefangenen und ihrer Rechte in der Zeit der Gefangenschaft festlegte, war der preußisch-amerikanische Freundschafts- und Handelsvertrag von 1785. Als wichtiges Modell für die Weiterentwicklung des Kriegsgefangenenrechts in Europa galten die „Instructions for the Government of Armies of the United States“, die im Auftrag von US-Präsident Abraham Lincoln von dem Völkerrechtler Francis Lieber im Jahr 1863 erstellt worden waren. Der sog. Lieber Code definierte Kriegsgefangene als „a public enemy armed or attached to the hostile army for active aid, who has fallen into the hands of the captor, either fighting or wounded, on the field or in hospital, by individual surrender or by capitulation.“ Sie dürften weder Opfer von Bestrafung noch Rache werden. Außerdem rückte innerhalb Europas Henri Dunants Schrift Eine Erinnerung an Solferino („Un Souvenir de Solferino“) von 1862 das Schicksal der Kriegsgefangenen, insbesondere der kranken und verwundeten, in den Blickpunkt. Auf Initiative des von Dunat gegründeten Internationalen Komitees vom Roten Kreuz (IKRK) wurde 1864 die erste Genfer Konvention „betreffend die Linderung des Loses der Verwundeten und Kranken der bewaffneten Kräfte im Felde“ unterzeichnet.

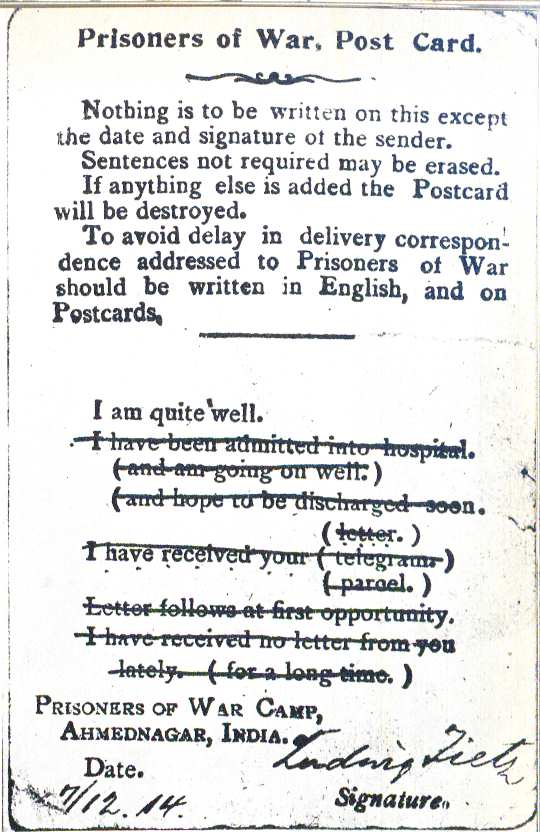
Ludwig Zietz schreibt am 7. Dezember 1914 aus dem indischen Internierungslager Ahmednagar. Die Portofreiheit garantierte Art. 16 der Ordnung der Gesetze und Gebräuche des Landkriegs von 1907.

Unter dem Eindruck des Deutsch-Französischen Kriegs 1870/71 befasste sich die Brüsseler Deklaration von 1874 auch mit Fragen des Kriegsgefangenenrechts. Eine Kommission fasste in der Folge das herrschende Kriegsrecht in der „Convention sur les lois et costumes de guerre“ (Ordnung der Gesetze und Gebräuche des Landkriegs) zusammen, die am 18. Oktober 1907 als Anlage zur Haager Landkriegsordnung (HLKO) beschlossen wurde. Die Artikel 4 bis 20 des zweiten Kapitels der Haager Landkriegsordnung behandeln die Prinzipien des Kriegsgefangenenrechts.
Im Ersten Weltkrieg erstreckten sich die Kampfhandlungen zu Land, zur See und zur Luft. Außerdem machten der Einsatz von Giftgas, die unerwartet hohe Anzahl von ca. 8 Mio. Kriegsgefangenen und die Allbeteiligungsklausel die Schwächen der HLKO offenbar. Das Abkommen über die Behandlung der Kriegsgefangenen von 1929 ergänzte sie deshalb um detaillierte Verfahrensvorschriften, welche die Kriegsgefangenen so weit wie möglich vor Willkür schützen sollten.
Zu den wichtigsten Innovationen des Abkommens gehört das Verbot von Vergeltungsmaßnahmen und Repressalien gegen Kriegsgefangene. Die Kriegsgefangenen erhielten das Recht, Vertrauensleute zu bestimmen, die sie gegenüber den Militärbehörden und der Schutzmacht vertreten sollten. Präzisiert wurde auch die Anwendung von Disziplinarstrafen und die gerichtliche Verfolgung von Kriegsgefangenen sowie die Bestimmungen zur Kriegsgefangenenarbeit. Vertreter der Schutzmächte und das Internationale Komitee vom Roten Kreuz durften den Gefangenen in den Lagern humanitäre Hilfe leisten. Ebenfalls darin neu geregelt wurde die Portofreiheit der Kriegsgefangenenpost. Eine Repatriierungspflicht kranker und verwundeter Soldaten löste die bloße Empfehlung in der HLKO ab.
Während des Zweiten Weltkriegs führte das Abkommen jedoch nur im Westen zu einer zunehmenden Verrechtlichung des Kriegsgefangenenstatus. Gegen den Totalen Krieg war das Völkerrecht machtlos.
Vor allem hatte der Zweite Weltkrieg gezeigt, dass das humanitäre Völkerrecht unvollständig bleibt, wenn es nicht auch den Schutz der Zivilbevölkerung gewährleistet. Diese Erkenntnis mündete in die vier Genfer Konventionen von 1949. Die Genfer Abkommen I und II regeln den Umgang mit verwundeten und gefallenen Soldaten sowie mit Sanitätspersonal, das Abkommen III die Behandlung der Kriegsgefangenen in Feindeshand einschließlich der verwundeten und kranken. Bei diesen Abkommen handelte es sich um Neufassungen und Erweiterungen früherer Abkommen, denen unter anderen auch das Deutsche Reich angehört hatte. Das Abkommen IV zum Schutz von Zivilpersonen in Kriegszeiten stellte hingegen eine echte Neuerung auf dem Gebiet des internationalen Kriegsrechts dar.

### Begriff
Kriegsgefangene werden im englischsprachigen Raum mit der Abkürzung POW für Prisoner of war, im russischsprachigen Raum mit ВП für „военнопленный“ (= WP – wojennoplenny) auf der Bekleidung gekennzeichnet. Im juristischen und im diplomatischen Sprachgebrauch ist der Begriff Hors de combat (französisch für „kampfunfähig“ oder „außer Gefecht gesetzt“) üblich, der neben Kriegsgefangenen auch verwundete Soldaten umfasst.

### Genfer Abkommen über die Behandlung der Kriegsgefangenen und Zusatzprotokoll I
In allen Fällen eines erklärten Krieges oder jedes anderen bewaffneten Konflikts findet das Genfer Abkommen über die Behandlung der Kriegsgefangene vom 12. August 1949 (Genfer Abkommen III - GA III) Anwendung, mit dem das Abkommen über die Behandlung der Kriegsgefangenen von 1929 neugefasst und erweitert wurde und welches an dessen Stelle getreten ist. Das GA III wird ergänzt um das Zusatzprotokoll zu den Genfer Abkommen vom 12. August 1949 über den Schutz der Opfer internationaler bewaffneter Konflikte (ZP I) von 1977.
Aufgrund der Erfahrungen mit Partisanen im Zweiten Weltkrieg wurde der personelle Anwendungsbereich ausdrücklich auf irreguläre Kämpfer (Milizen, Freiwilligenkorps) erweitert (Art. 4 A. Nr. 2 GA III).  Aber auch unabhängig von diesem Status werden alle Personen, die sich in der Gewalt einer am Konflikt beteiligten Partei befinden, unter allen Umständen mit Menschlichkeit behandelt und genießen zumindest den in Art. 75 ZP I vorgesehenen Schutz. Jederzeit und überall verboten sind danach
- Angriffe auf das Leben, die Gesundheit oder das körperliche oder geistige Wohlbefinden von Personen, insbesondere
  - vorsätzliche Tötung,
  - Folter jeder Art, gleichviel ob körperlich oder seelisch,
  - körperliche Züchtigung und
  - Verstümmelung;
- Beeinträchtigung der persönlichen Würde, insbesondere entwürdigende und erniedrigende Behandlung, Nötigung zur Prostitution und unzüchtige Handlungen jeder Art,
- Geiselnahme,
- Kollektivstrafen und
- die Androhung einer dieser Handlungen.

Die Vereinigten Staaten von Amerika nehmen im Krieg gegen den Terror die sog. unlawful enemy combatants (ungesetzliche feindliche Kombattanten) ausdrücklich vom Schutz der Konvention aus. Das ist nach überwiegendem Verständnis völkerrechtswidrig, weil „ein bewaffneter Konflikt außerhalb der Genfer Konventionen rechtlich nicht denkbar“ ist. Es entspricht der zunehmenden Auffassung der internationalen Rechtsprechung, dass der gemeinsame Art. 3 der Genfer Konventionen eine Art „Auffangregime“ für alle Formen bewaffneter Konflikte darstellt.
Das ZP I von 1977 wurde vor dem Hintergrund der Dekolonialisierung vereinbart und erweitert den sachlichen Anwendungsbereich auf „Konflikte, in denen Völker gegen Kolonialherrschaft und fremde Besetzung sowie gegen rassistische Regimes in Ausübung ihres Rechts auf Selbstbestimmung kämpfen“ (Art. 1 Nr. 4 ZP I).
Die Kriegsgefangenen haben gem. Art. 13, 14 GA III „unter allen Umständen Anspruch auf Achtung ihrer Person und ihrer Ehre“ und sind „namentlich auch vor Gewalttätigkeit oder Einschüchterung, Beleidigungen und der öffentlichen Neugier“ zu schützen. So dürfen Kriegsgefangene völkerrechtlich nicht für Propagandazwecke missbraucht werden. Das schließt unter anderem mit ein, dass sie nicht gezwungen werden dürften, in öffentlichen Medien ihren Heimatstaat zu verhöhnen oder sonstige Maßnahmen gegen ihren Willen zu ergreifen, die sich gegen ihren Heimatstaat richten.
Die Internierung der Gefangenen unterliegt der Kontrolle des IKRK. Weiterhin regelt die GA III in Teil IV die Voraussetzungen der Freilassung, deren ungerechtfertigte Verzögerung ein Kriegsverbrechen darstellt. Schwere Verletzungen des GA III wie die vorsätzliche Tötung, Folter oder unmenschliche Behandlung einschließlich biologischer Versuche oder die vorsätzliche Verursachung großer Leiden oder schwere Beeinträchtigung der körperlichen Unversehrtheit oder der Gesundheit unterliegen nach Art. 8 des Römischen Statuts von 2002 der Gerichtsbarkeit des Internationalen Strafgerichtshofs, der gem. Art. 17 die nationalen Militärgerichte ergänzt.
Kriegsverbrechen gegen nach dem humanitären Völkerrecht geschützte Kriegsgefangene werden gem. § 7 Abs. 1 Nr. 5, § 8 Abs. 6 Nr. 1, 3 des Völkerstrafgesetzbuchs (VStGB) auch von der deutschen Justiz verfolgt. Darunter fällt neben der Tötung, Folter und Verstümmelung sowie (sexueller) Misshandlung oder Nötigung auch die ungerechtfertigt verzögerte Heimschaffung (§ 8 Abs. 3 Nr. 1 VStGB).

## Veteranenverbände

### Deutschland
Der Verband der Heimkehrer, Kriegsgefangenen und Vermisstenangehörigen Deutschlands (VdH) wurde 1950 als Zusammenschluss mehrerer regionaler Heimkehrervereinigungen gegründet. Seine Hauptaufgaben waren die Interessenvertretung der heimgekehrten Kriegsgefangenen in sozialen und politische Belangen sowie das Mahnen an eine Entlassung der bis 1955/56 in sowjetischer Kriegsgefangenschaft befindlichen Deutschen.

### Österreich
Der Österreichische Heimkehrerverband (HVÖ), gegründet 1957, ging aus dem „Interessenverband ehemaliger Kriegsgefangener“ hervor.

POW/MIA-Flagge (1971)

### Vereinigte Staaten von Amerika
Die Nationale Liga der Familien amerikanischer Gefangener und Vermisster (National League of Families of American Prisoners and Missing in Southeast Asia) gehört zu den rund 50 privaten Veteranenorganisationen in den Vereinigten Staaten und gedenkt der Kriegsgefangenen und Vermissten des Vietnamkriegs. Zu ihrem Merchandising gehört die POW/MIA-Flagge, dessen Erlös der Organisation zugutekommt.
Prisoner of War (POW) ist im angloamerikanischen Sprachgebrauch die Statusbezeichnung für Soldaten in feindlicher Gefangenschaft. Die Abkürzung „POW“ findet neben den Abkürzungen „WIA“ (Wounded in Action), „MIA“ (Missing in Action), „KIA“ (Killed in Action) und „AWOL“ (Absent without Leave) häufig in Verlustlisten angloamerikanischer Streitkräfte Verwendung.
In den USA gibt es außerdem seit 1989 das Kriegsveteranenministerium der Vereinigten Staaten.

## Filme
- Dirk Pohlmann (Regie): Kriegsbeute Mensch – Wie Regierungen ihre Soldaten verraten. Dokumentation, Deutschland, 2006, 89 Min. (auch zur verzögerten oder zweifelhaften Repatriierung von US-POWs und anderer Westalliierter aus deutschen Lagern durch die Rote Armee nach Kriegsende (WK2, Odessa) und zur Situation im Vietnam-Krieg)